# Monumento natural de Salinas
El monumento natural de Salinas es un monumento natural que comprende manantiales salinos y montañas boscosas en el sur del Valle de Cagayán en las Filipinas. Es una de las cuatro áreas protegidas en la provincia de Nueva Vizcaya, sin salida al mar, que abarca un área de 6,675.56 hectáreas en los municipios de Bambang, Kayapa y Aritao. El parque fue establecido el 18 de mayo de 1914 como la Reserva Forestal Salinas que cubre las salinas de Salinas y el bosque circundante a través de la Orden Ejecutiva No. 44 firmada por el Gobernador General Francis Burton Harrison. En 1926, a través de las enmiendas hechas en la Proclamación No. 53 por el Gobernador General Leonard Wood, la reserva forestal se restableció como el Refugio de Ciervos de Salinas. Finalmente, Salinas fue declarado monumento natural en el año 2000 bajo el Sistema Nacional Integrado de Áreas Protegidas a través de la Proclamación No. 275 del presidente Joseph Estrada.

## Descripción
El monumento natural se centra en la montaña de salinas, en el barangay del mismo nombre en el municipio de Bambang, cerca de la confluencia del río Magat y el río Santa Cruz en la cuenca del río Alto Magat. Esta montaña de travertino, hace mucho tiempo blanca como la nieve, situada en la vertiente sureste de la Cordillera Central contiene las salinas Salinas, una atracción popular en la provincia durante los primeros días de los períodos coloniales españoles y americanos. La montaña de sal se formó a través del flujo continuo de un manantial natural que contiene sales de sulfato y carbonato durante millones de años. Cuando el terremoto de Luzón de 1990 golpeó el área, los movimientos tectónicos provocaron que el agua subterránea se desviara dejando los montículos blanquecinos secos y provocando que se tornaran grises. En la actualidad, esta montaña en el Sitio Bansing, se utiliza como estanque para peces, dispuestos en terrazas en la ladera para peces de agua dulce como la tilapia y el bagre africano, incluida la gamba gigante de agua dulce.
El bosque circundante, habitado por numerosos ciervos filipinos, se extiende sobre las aldeas de Salinas y Barat en Bambang, Mapayao, Acacia y San Fabián en Kayapa, y Baan en Aritao, al norte de Caraballo Sur. Está ubicado aproximadamente a 80 kilómetros al sur del centro comercial de la región de Santiago y a unos 120 kilómetros del Aeropuerto de Cauayan. Es accesible a través de una carretera de 15 kilómetros de la Carretera Panfilipina (AH26) en Bambang.
El 22 de junio de 2018, el Monumento Natural Salinas fue designado parque nacional a través de la Ley del Sistema Nacional de Áreas Protegidas Integradas (ENIPAS) o la Ley de la República No. 11038, que fue firmada por el presidente Rodrigo Duterte.